# Chypre aux Jeux européens de 2015
Chypre était présente aux Jeux européens de 2015, la première édition des Jeux européens, organisée à Bakou, en Azerbaïdjan.

## Médailles
| Sport                  | Discipline    | Athlète(s)                         | Performance | Date    |
| Médaille d'or : 0      |               |                                    |             |         |
| Médaille d'argent : 1  |               |                                    |             |         |
| Tir                    | Mixte - Skeet | Yórgos Achilléos Andri Eleftheriou |             | 22 juin |
| Médaille de bronze : 0 |               |                                    |             |         |